# ميلنكو أسيموفيتش
ملينكو اسيموفيتش (بالسلوفينية: Milenko Ačimovič)‏ لاعب كرة قدم سلوفيني الجنسية
جاء للاتحاد قادما من الدوري الفرنسي
و لكنه لم يوفق لأسباب عدة وهو عدم التأقلم مع الجو الحار في المملكة العربية السعودية وقيل انه من أسباب عدم نجاحه هو الغرور
و قد الغي عقده في منتصف الموسم الرياضي 1427 / 1428

## روابط خارجية
- ميلنكو أسيموفيتش على موقع الاتحاد الدولي (مؤرشف)  (الإنجليزية)
- ميلنكو أسيموفيتش على موقع الاتحاد الأوربي (الإنجليزية)
- ميلنكو أسيموفيتش على موقع قاعدة بيانات كرة القدم.إي يو (الإنجليزية)
- ميلنكو أسيموفيتش على موقع ناشيونال فوتبول تيمز (الإنجليزية)
- ميلنكو أسيموفيتش على موقع عالم كرة القدم.نت (الإنجليزية)